# Coppa Bernocchi 2022
103. ročník jednodenního cyklistického závodu Coppa Bernocchi (oficiálně Coppa Bernocchi – GP Banco BPM) se konal 3. října 2022 v italském městě Legnano a okolí. Vítězem se stal Ital Davide Ballerini z týmu Quick-Step–Alpha Vinyl. Na druhém a třetím místě se umístili Novozélanďan Corbin Strong (Israel–Premier Tech) a Ital Stefano Oldani (Alpecin–Deceuninck). Závod byl součástí UCI ProSeries 2022 na úrovni 1.Pro.

## Týmy
Závodu se zúčastnilo 15 z 18 UCI WorldTeamů, 8 UCI ProTeamů a 2 UCI Continental týmy. Všechny týmy přijely se sedmi závodníky, na start se tak postavilo 175 jezdců. Do cíle v Legnanu dojelo 109 z nich.
UCI WorldTeamy
- AG2R Citroën Team
- Astana Qazaqstan Team
- Bora–Hansgrohe
- Cofidis
- EF Education–EasyPost
- Groupama–FDJ
- Ineos Grenadiers
- Intermarché–Wanty–Gobert Matériaux
- Israel–Premier Tech
- Lotto–Soudal
- Movistar Team
- Quick-Step–Alpha Vinyl
- Team BikeExchange–Jayco
- Trek–Segafredo
- UAE Team Emirates

UCI ProTeamy
- Alpecin–Deceuninck
- Bardiani–CSF–Faizanè
- Bingoal Pauwels Sauces WB
- Caja Rural–Seguros RGA
- Drone Hopper–Androni Giocattoli
- Eolo–Kometa
- Equipo Kern Pharma
- Team TotalEnergies

UCI Continental týmy
- Team Corratec
- Work Service–Vitalcare–Dynatek

## Výsledky
| Pořadí | Jezdec                    | Tým                    | Čas        |
| ------ | ------------------------- | ---------------------- | ---------- |
| 1      | Davide Ballerini (ITA)    | Quick-Step–Alpha Vinyl | 4h 18' 01" |
| 2      | Corbin Strong (NZL)       | Israel–Premier Tech    | + 0"       |
| 3      | Stefano Oldani (ITA)      | Alpecin–Deceuninck     | + 0"       |
| 4      | Matteo Trentin (ITA)      | UAE Team Emirates      | + 0"       |
| 5      | Iván García Cortina (ESP) | Movistar Team          | + 0"       |
| 6      | Robert Stannard (AUS)     | Alpecin–Deceuninck     | + 0"       |
| 7      | Christian Scaroni (ITA)   | Astana Qazaqstan Team  | + 0"       |
| 8      | Davide Bais (ITA)         | Eolo–Kometa            | + 0"       |
| 9      | Andrea Vendrame (ITA)     | AG2R Citroën Team      | + 0"       |
| 10     | Marijn van den Berg (COL) | EF Education–EasyPost  | + 0"       |